# Těšov (Milíkov)

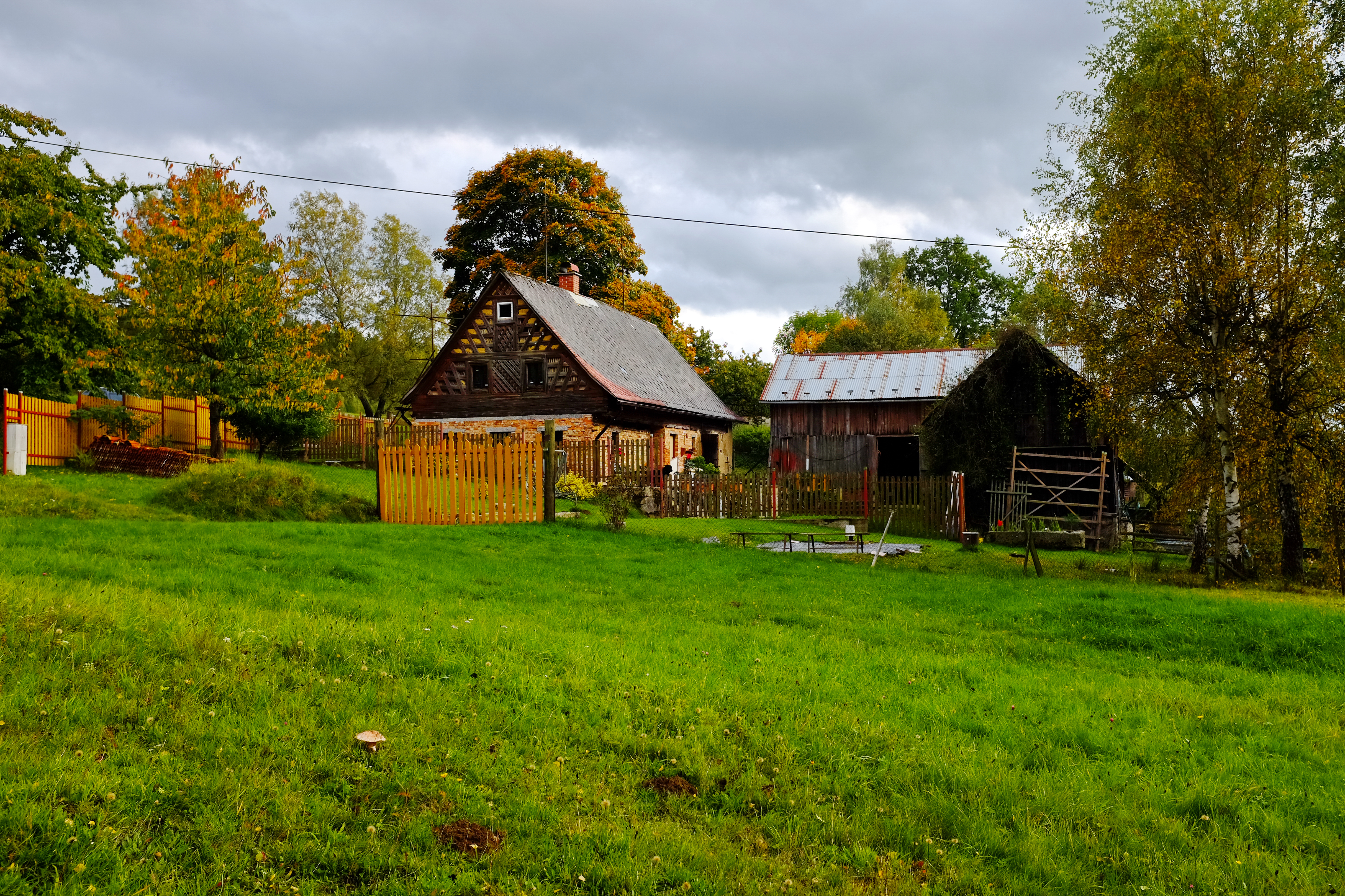
Těšov

Těšov (deutsch Teschau, historisch auch Teschaw, Tesschaw, Thesschow, Dieschaw) ist ein Ortsteil der Gemeinde Milíkov (Miltigau) im Okres Cheb in Tschechien.

## Lage

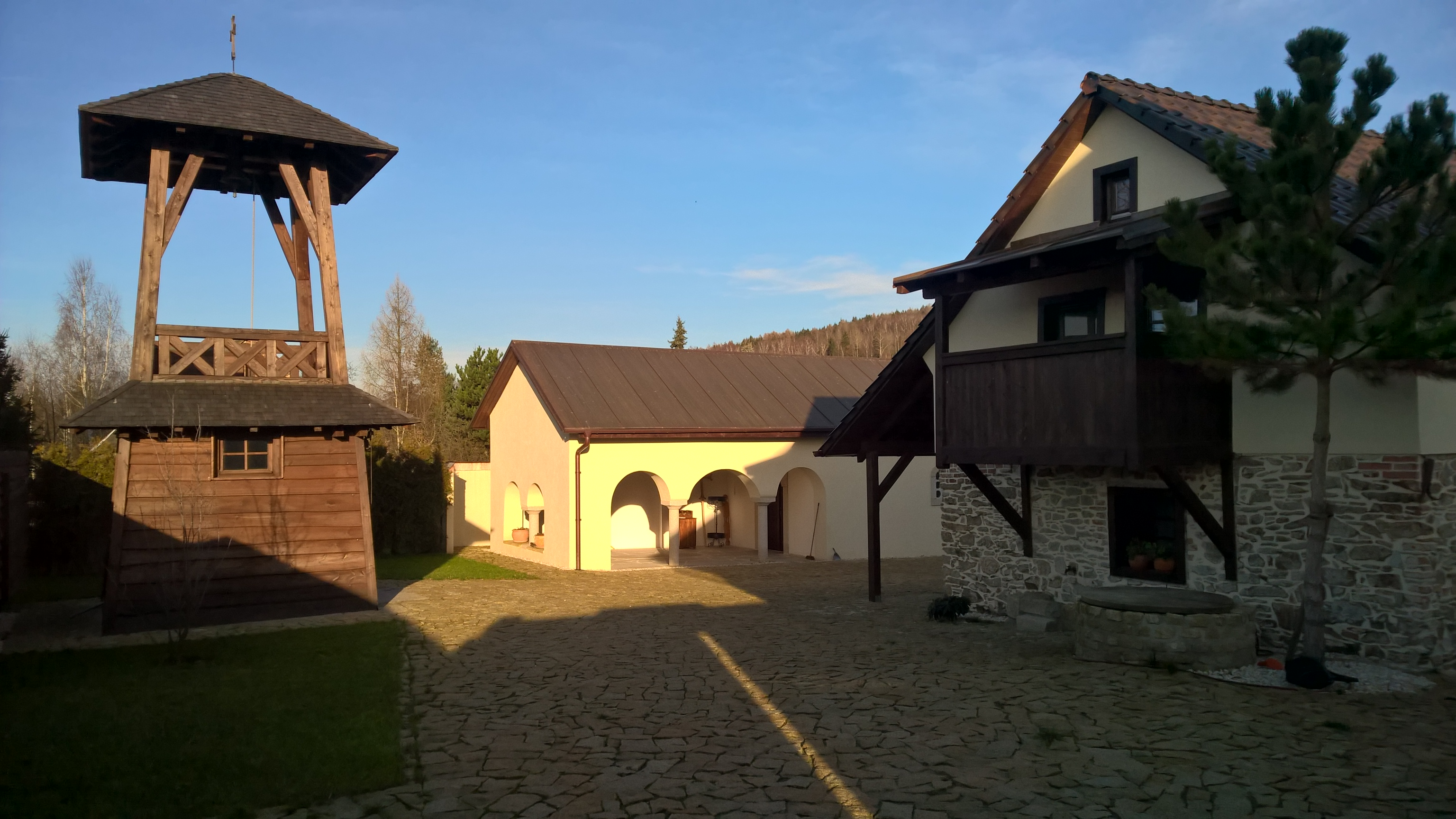
Kloster Těšov

Nachbarorte sind Mokřina (Krottensee) im Norden, Tuřany (Thurn) im Nordwesten, Malá Šitboř (Klein Schüttüber) im Südwesten und Milíkov (Miltigau) im Südosten.

## Geschichte
Der Ort wurde 1370 als „Teschaw“ erstmals urkundlich erwähnt. Teschau im Elbogener Kreis, war zunächst ein Lehen der Landgrafen von Leuchtenberg, davon besaß ein Hof Nickel von Teschau und seine Neffen, alles weitere Heinrich von Königsberg. Nach dem Tod von letzteren wurde das Dorf vereinzelt verliehen: Ein Hof erhielt Niklas Zöllner und nach ihm Jakob Kolditz, der auch ein Holz in der Nähe zum Lehen trug. Als weitere Örtlichkeiten bzw. Liegenschaften in dem Niklas von Teschau und seine Verwandten als Lehensträger erscheinen, werden genannt:
- Das Holz Buchicht, auch Puchech, zwischen Krottensee und Teschau, ein Leuchtenberger Lehen, das an Nickel von Teschau und seines Bruders unmündige Kinder vergeben wurde.[3]
- Der Landstrich Fichtau, auch Fichtaw, zwischen Teschau und Zeidelweid, ein Leuchtenberger Lehen in den Händen von Niklas von Teschau und seiner Verwandten.[4]
- Der abgegangene Ort Schwarzenbach, früher Schwertzenbach, in der Nähe von Schönficht, Militgau, Krottensee und Teschau, am Krottenbach, ein Leuchtenberger Lehen mit damals elf wüsten Höfen, davon besaß 2¼ Höfe Niklas von Teschau und seine Neffen.[5]
- Das Wäldchen Weidicht, früher Weidach, zwischen Miltigau und Teschau, trug ebenfalls Nickel von Teschau und seine Neffen von den Landgrafen von Leuchtenberg zum Lehen.[6]
- Zeidelweid bei Sanau, ein Leuchtenberger Lehen mit sieben wüsten Höfen, davon gehörte ein dort gelegenes Holz Nickel von Teschau und seine Neffen, ein anderer Teil Egerer Nonnen.[7]

Am 10. Mai 1542 steht Krottensee, Teschau, Schönficht und Miltigau im Lehensrevers des Grafen Hieronymus Schlick, der die vormals Leuchtenberger Lehen vom Burggrafen Heinrich von Meißen gekauft hatte. 1627 wurde Sabina Lochner von Pälitz zu einer Geldstrafe von 300 Gulden verurteilt. Diese hatte das Gut Teschau der Religionswegen, vor ihrer Auswanderung an einen Herren von Metternich verkauft. Am 28. November 1629 heiratete Hans Mulz von Waldau, Helena Tochter des verstorbenen Adam Lochner von Pälitz auf Teschau. Später wurde Teschau in die Herrschaft Militgau einverleibt. 1756 veräußerte Liebmann Kasimir von Beust Miltigau an das Jesuitenkolleg Eger. Nach der Aufhebung des Jesuitenordens 1773 fiel das Gut Miltigau an den k. k. Religionsfonds. 1790 von der k. k. Hofkammer feilgeboten, ersteigerte es Franz Georg Karl Graf von Metternich. 1847 zählte das Dorf 63 Häuser mit 451 nach Miltigau gepfarrten Einwohnern, eine Mühle mit Brettsäge, ein Jägerhaus und ein Wirtshaus.
Nach dem Münchner Abkommen wurde das Dorf 1938 in das Deutsche Reich eingegliedert und gehörte von 1939 bis 1945 zum Landkreis Marienbad. Nach dem Zweiten Weltkrieg kam Těšov zur Tschechoslowakei zurück; die einheimischen deutschen Bewohner wurden enteignet und vertrieben.

## Sehenswürdigkeiten
- Orthodoxes Kloster Těšov mit Verklärungskirche, 2008 gegründet